# Центральный Каир

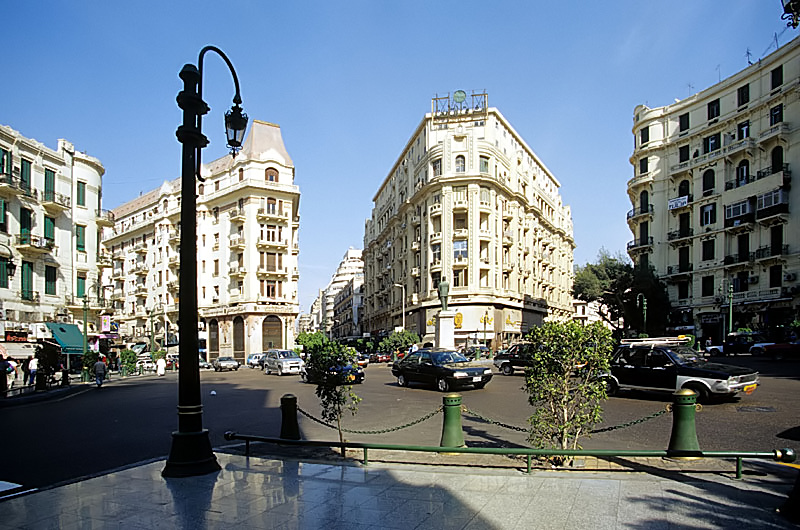
Площадь Талаата Харба, в Центральном Каире

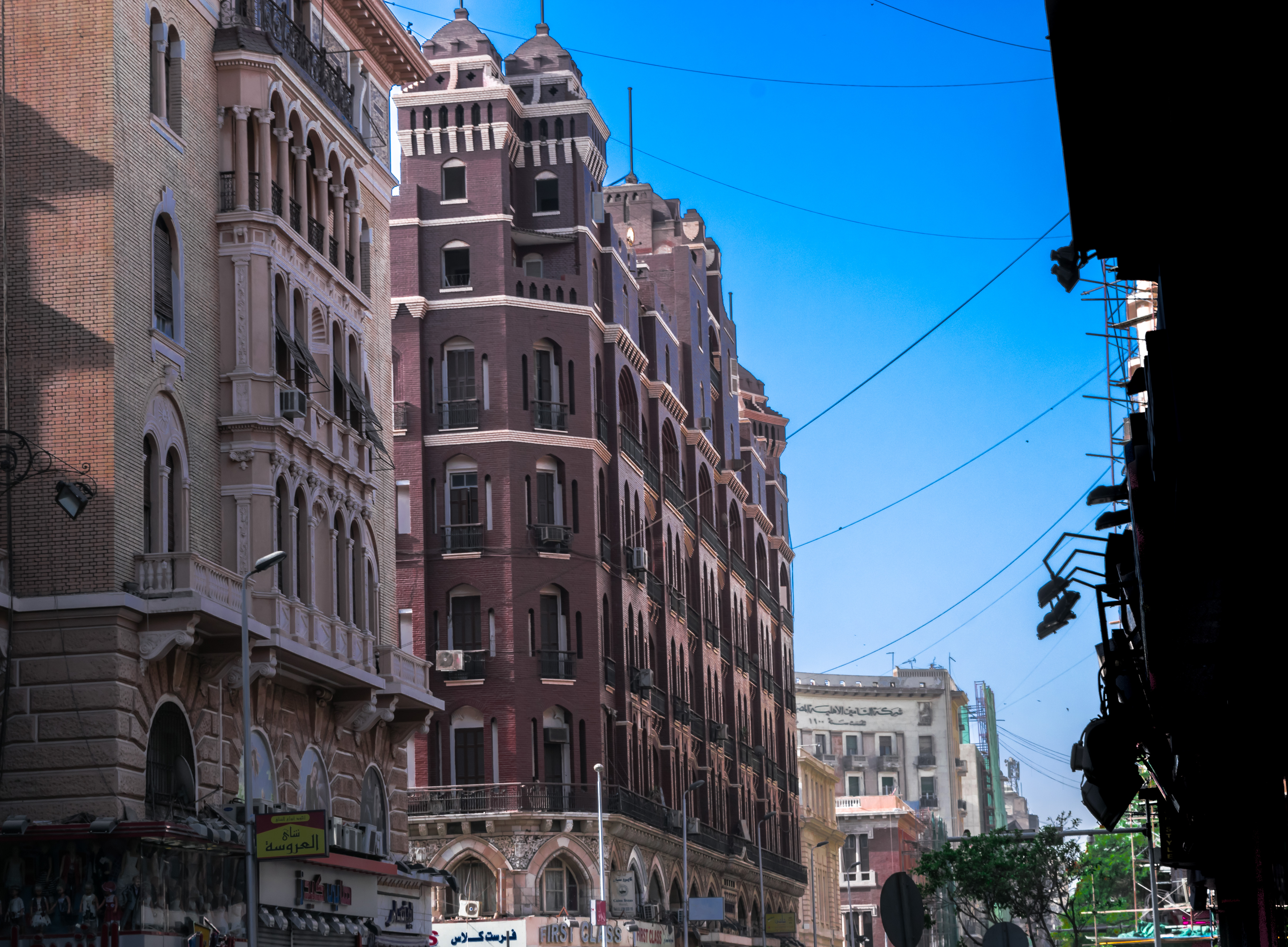
Дом Шурбаги

Центральный Каир (масри وسط البلد, «середина города») — центральный район города Каир, столицы современного Египта. Район спроектирован и застроен в конце XIX века.

## История
Центральный Каир спроектирован французскими архитекторами, которых хедив Исмаил нанял во время визита в Париж, так как хотел превратить столицу Египетского царства в жемчужину Востока и город, превосходящий Париж. Именно он подчеркнул важность городского планирования в европейском стиле в Каире, включая широкие улицы с линейной сеткой, геометрическую гармонию и современный европейский архитектурный стиль.
Центральный район стал домом для зажиточной элиты Каира конца XIX — начала XX века. Это реликт прошедшей эпохи — египетской Прекрасной эпохи — и демонстрация перспективы Египта. Несмотря на это, десятилетия пренебрежения со стороны домовладельцев и арендаторов района после гибели большинства зданий Каира в каирском пожаре перед революцией 1952 года во главе с Гамалем Абдель Насером и последующий отъезд высших слоёв общества, оставили великолепие его богато украшенных зданий в упадке. Слабое исполнение законов и постановлений привело к появлению коммерческих заведений в районе, в основном без учета эстетической гармонии или сохранения исторических зданий в центре Каира. Сейчас большинство исторических зданий в районе отремонтировано Министерством жилищно-коммунального хозяйства и градостроительства.

## Достопримечательности центра

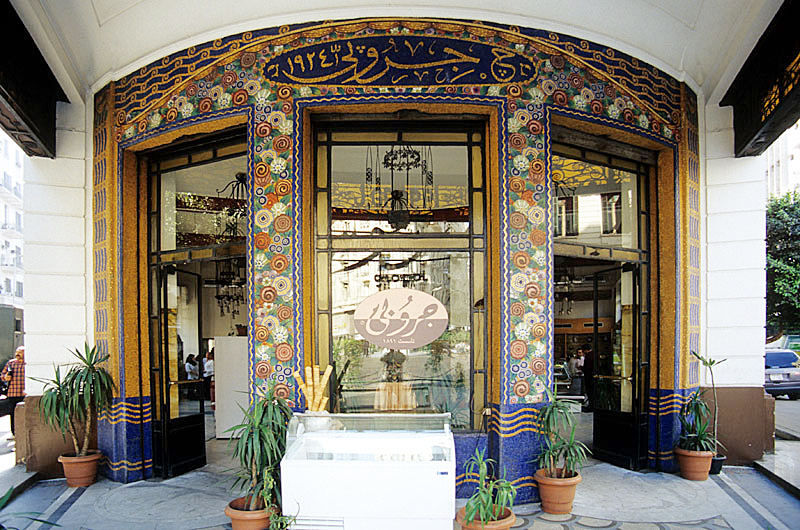
Вход в магазин мороженого Groppi

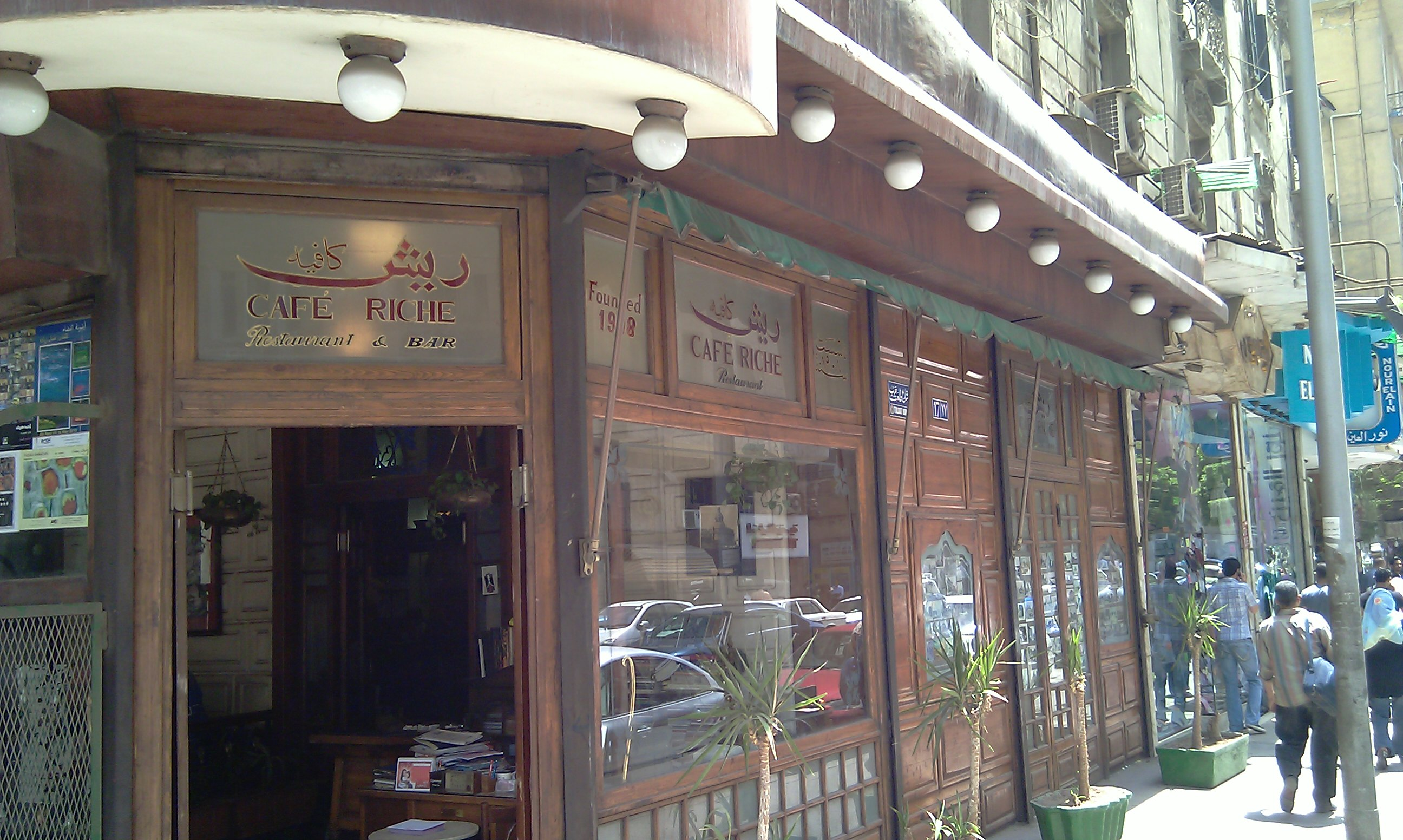
Вход в кафе Riche

### Groppi
Groppi — один из первых и самых известных магазинов мороженого в Каире, расположенный на площади Талаата Харба. Открыт в 1909 году швейцарской семьей Гроппи, не был национализирован в 1950-х и 1960-х годах и принадлежал семье Гроппи до 1981 года, когда его купил Абдул-Азиз Локма.

### Кафе Riche
Одной из самых известных достопримечательностей в центре города является кафе Riche (кафе Риш), открытое в 1908 году и расположенное по адресу улица Талаата Харба, 29. В разное время являясь местом встреч интеллектуалов и революционеров, кафе стало свидетелем многих значимых событий истории Египта XX века. Говорят, что именно здесь король Фарук увидел свою вторую жену Нариман Садик; здесь в 1919 году поджидал свою жертву участник неудавшегося покушения на последнего премьер-министра христианина Египта Юсефа Вахба-пашу; здесь несколько членов сопротивления во время революции 1919 года встретились, чтобы организовать свою деятельность и напечатать листовки. Среди покровителей были знаменитый египтянин, лауреат Нобелевской премии, писатель-националист Нагиб Махфуз и будущий президент Гамаль Абдель Насер.

## Реставрация
Организации по охране наследия давно призывают к кампании по сохранению и восстановлению архитектурного наследия и красоты этого района. Только после землетрясения 1992 года (араб.), которое нанесло значительный ущерб городу и стране, были проведены национальные кампании по сохранению наследия, такие как Проект реставрации исторического Каира.